# Aléxandros Mavrokordátos
Pour les articles homonymes, voir Mavrocordato.
Aléxandros Mavrokordátos (en grec moderne : Αλέξανδρος Μαυροκορδάτος) né à Constantinople en février 1791 et mort à Égine le 18 août 1865, est un protagoniste de la Guerre d'indépendance grecque et homme d'État qui est plusieurs fois Premier Ministre de Grèce.
Phanariote membre de la Philiki Etairia et de la franc-maçonnerie, installé en Italie, il gagna rapidement la Grèce au déclenchement de l'insurrection grecque en 1821 et joue un rôle important dans la mise en place du premier État grec dont il est le premier président. Écarté de la tête du pouvoir, il continue à jouer un rôle politique important tout au long de sa vie.
Proche des Britanniques, il appartient à la mouvance libérale.

## Origines familiales
Issu d'une famille phanariote, fils de Nicolas (mort en 1818) et de Smaragda Caradja, il était l'arrière-petit-fils de Nicolas Mavrocordato et le petit-fils de Nicolas Caradja. En 1812, il rejoint la cour d'un de ses parents, Jean Georges Caradja, en Valachie. Il le suit en exil en Russie puis en Italie à partir de 1817.

## Guerre d'indépendance
Installé à Pise dans l'entourage de Caradja, il apprend la nouvelle de l'insurrection en Grèce qui a éclaté début avril 1821 ; il liquide alors sa fortune et emprunte auprès de son protecteur pour acheter des armes à destination des insurgés et affréter un navire, puis embarque le 10 juillet depuis Marseille, accompagné de philhellènes européens et de quelques Grecs de la diaspora. Projetant d'aller à Patras, il est finalement obligé de débarquer le 3 août à Missolonghi, en Grèce continentale. Il y reste une semaine puis se rend dans le Péloponnèse, visitant le camp grec qui assiège Patras, puis le camp de Trikorpha depuis lequel les insurgés assiègent Tripolizza le 26 août. Il y rencontre les chefs grecs, dont Ypsilántis et Kolokotrónis avec lesquels il entre en rivalité, et se lie à d'autres phanariotes alors opposés à ces derniers, dont Théodore Négris, Alexandre Cantacuzène et Constantin Caradja.
Il retourne le 9 septembre à Missolonghi afin d'organiser le mouvement en Grèce continentale. Il réussit à obtenir une importante influence dans la région, présidant en novembre l'Assemblée de Grèce occidentale et devenant le chef du gouvernement local provisoire désigné par celle-ci.
Il participe activement à la mise en place de la Première Assemblée Nationale Grecque d'Épidaure dont il préside les travaux en janvier 1822, et est nommé président du Conseil exécutif.
Malgré ses fonctions gouvernementales et son absence de formation militaire, il prend le commandement d'une armée à destination de l'Ouest de la Grèce continentale la même année; l'objectif est de s'assurer la possession de cette région stratégique, et d'aider les Souliotes assiégés par les troupes ottomanes après la mort d'Ali Pacha en janvier. Il débarque à Missolonghi en juin 1822, mais est lourdement défait le 16 juillet à Péta. Il réussit cependant à défendre victorieusement Missolonghi (novembre 1822 à janvier 1823).
En avril 1823, il se rend avec une centaine d'hommes et plusieurs capetans dans le Péloponnèse pour participer à l'Assemblée nationale d'Astros ; il est alors nommé Ministre des Affaires étrangères, sous la présidence de Pétros Mavromichális ; devant les troubles aboutissant aux guerres civiles de 1823-1824, il doit rapidement céder son poste et se réfugie à Hydra.

Arrivée de Byron à Missolonghi (Mavrokordátos est l’homme en redingote noire).

À la fin de l'année, il arrive à convaincre Lord Byron, récemment arrivé dans les îles Ioniennes, de rejoindre Missolonghi. Arrivant lui-même en décembre dans la ville à bord d'une flottille d'Hydra et Spetses destinée à lever le blocus ottoman, il accueille le poète en janvier 1824. Les plans échafaudés pour la conquête de Lépante ne se réalisent pas, et les dissensions entre chefs militaires irréguliers, entre eux et avec les autorités civiles, paralysent l'action des Grecs. En avril, Mavrokordátos fait juger et condamner Yeóryios Karaïskákis pour haute trahison, au cours d'un procès considéré comme injuste.
La mort de Byron le 19 avril le prive de son principal soutien. La victoire du parti gouvernemental en juin à la fin de la première guerre civile, et l'arrivée des fonds du prêt anglais à la Grèce améliorent sa situation. Il commande à nouveau une armée en Acarnanie d'août à novembre 1824 ; l'armée grecque, très inférieure en nombre à l'armée ottomane commandée par Omer Vrioni et basée à Caravansera (Amphilochie), reste sur ses positions. Omer Vrioni, de son côté, avait à faire face à une situation troublée en Albanie et ne tente pas non plus d'action décisive ; il finit par regagner ses bases en novembre, traversant les défilés du Makrynoros sans être inquiété. Mavrokordátos organise ensuite un congrès provincial à Anatoliko fin décembre, afin de régler divers problèmes et d'organiser sa succession ; il quitte Missolonghi pour le Péloponnèse en janvier 1825, et devient le conseiller du président de l'Exécutif, Koundouriótis.
Lorsque les troupes d'Ibrahim Pacha débarquent en Grèce (février 1825), Mavrokordátos reprend les armes et se rend à Navarin. Il faillit alors être capturé ou tué lors du désastre de Sphactérie en mai.
Après la chute définitive de Missolonghi (22 avril 1826), il se retire de la vie politique jusqu'à ce que Ioánnis Kapodístrias en fasse un des membres du comité de gestion des fournitures de guerre. Il quitte ce poste en 1828.
Il entre dans l'opposition à Kapodístrias et est l'un des chefs de l'insurrection d'Hydra contre ce dernier en 1831. Après l'assassinat de Kapodístrias le 9 octobre 1831 et la démission de son frère et successeur Augustínos, Mavrokordátos est nommé Ministre des Finances. Il est aussi Vice-Président de l'Assemblée Nationale Grecque d'Argos[Laquelle ?].

## Royaume de Grèce
Le roi Othon le nomme Ministre des Finances, puis en 1833 Premier Ministre. Il est à partir de 1834, Ambassadeur à Munich, Berlin et Londres. Après avoir été à nouveau Premier Ministre de Grèce, il devient Ambassadeur à Constantinople en 1841.
Membre du parti anglais, le coup d'État du 3 septembre 1843 le fait revenir à Athènes. Il est alors Ministre sans portefeuille puis, après la défaite du parti russe Premier Ministre d'avril à août 1844. Dans l'opposition, il s'attaque violemment au gouvernement Koléttis. Il dirige à nouveau le pays, quelques mois en 1854-1855.
Il occupe le poste de Premier ministre durant les périodes suivantes :
- 24 octobre 1833 au 12 juin 1834
- 6 juillet 1841 au 22 août 1841
- 11 avril 1844 au 18 août 1844
- 28 mai 1854 au 29 juillet, 1854

## Décorations
- Grand-croix (Μεγαλόσταυρος) de l'Ordre du Sauveur (en grec moderne : Τάγμα του Σωτήρος).

## Famille et descendance
Il épouse en 1830 Chariklia Argyrópoulos, issue d'une famille phanariote, avec laquelle il a 6 enfants dont deux parviennent à l'âge adulte.
Sa sœur épouse l'orateur et homme politique Spirídon Trikoúpis.